# Codul Civil din 1865

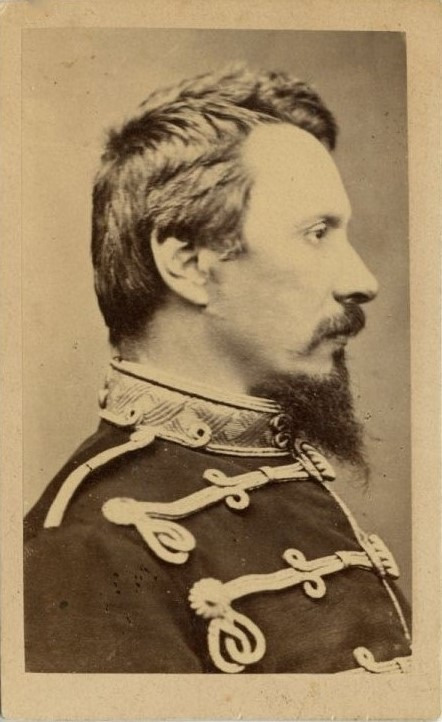
Alexandru Ioan Cuza, domnitorul în timpul căruia a fost adoptat codul și cu a cărui nume acesta este asociat.

Codul Civil din 1865 sau Codul Civil al lui Cuza sau Codicele Civil din 1864 a fost Codul Civil în vigoare în Principatele Unite Române și ulterior România din 1 decembrie 1865 și până în 1 octombrie 2011. Este singurul cod care a scăpat de modificări substanțiale comuniste, rămânând aproape la fel în toată perioada comunistă, cu excepția faptului că partea (cartea) "Despre persoane" a fost abrogată în 1954, prin intrarea în vigoare a Codului Familiei.
Elaborarea Codului Civil a fost începută de Guvernul Mihail Kogălniceanu sub domnia lui Alexandru Ioan Cuza, ca parte a marilor reforme legislative și a intrat în vigoare în timpul Guvernului Nicolae Crețulescu (2).
Codul Civil a fost elaborat după modelul Codului Civil Napoleonian din 1804, luându-se în considerare și modificările aduse între timp acestui cod, precum și proiectul de Cod Civil italian, legea franceză asupra transcripției din 23 martie 1853, legea ipotecară belgiană din 10 decembrie 1851, dispoziții din vechiul drept românesc. 
Codul a fost promulgat în anul 1864 și a intrat în vigoare la 1 decembrie 1865. De la acea dată, Codul Calimach aplicat până atunci în Moldova și Legiuirea Caradja din Țara Românească, celelalte legi civile, ordonanțe domnești și instrucțiuni ministeriale fiind abrogate. 
Codul civil a fost aplicat și în Bucovina din 1938. De asemenea, acest Cod a început să se aplice și în Transilvania, de la data de 15 septembrie 1943, în temeiul Legii nr. 389 din 22 iunie 1943 și în Transilvania de Nord din 1945.
Codul Civil cuprindea 1914 articole și era împărțit în trei cărți. De-a lungul timpului, numeroase acte normative au abrogat, modificat și completat articole din Codul Civil. În ciuda unor numeroase eforturi de modificare, care au fost culminate prin pregătirea și finalizarea unor noi proiecte de Cod Civil, care erau menite să îl înlocuiască, precum cele din anii 1940, 1971 și 2004, Codul Civil din vremea lui Alexandru Ioan Cuza a rămas în vigoare până la data de 1 octombrie 2011 când a intrat în vigoare un nou Cod Civil  inspirat după Codul Civil din provincia Quebec, Canada.

## Istoric

### Codul Civil Napoleonian

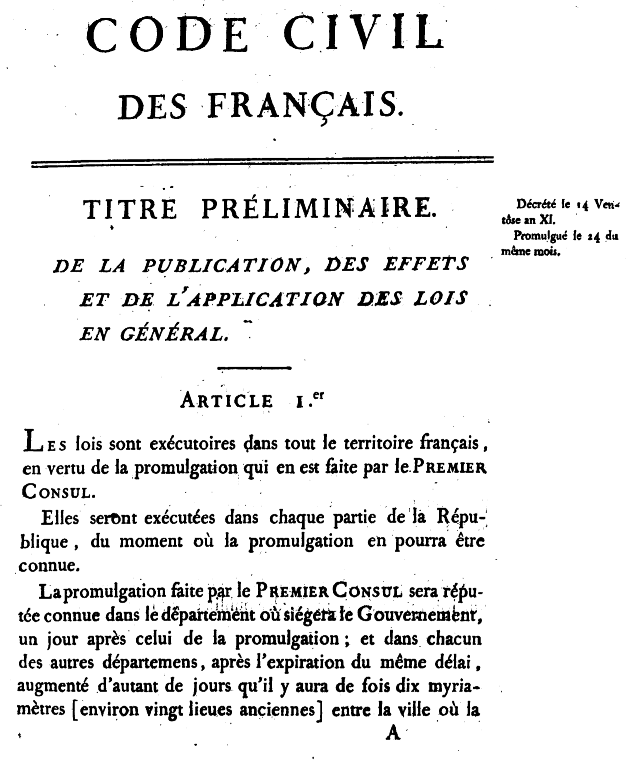
Prima pagină a ediției originale din 1804 a Codului francez.

Codul Civil Napoleonian sau Codul Civil francez a fost realizat în vremea Primului Imperiu Francez sub îndrumarea lui Napoleon Bonaparte. Codul acorda o atenție și o importanță deosebită organizării familiei urmărind să facă din familie celula de bază a vieții sociale. Codul acorda capului familiei puteri prerogative foarte întinse asupra tuturor persoanelor care o alcătuiau (copii, soție).
Codul situa de asemenea proprietatea privată în centrul reglementărilor sale juridice, privind-o drept sorgintea originară a oricăror libertăți individuale.
În timpul exilului pe insula Sfânta Elena, Napoleon I cita Codul Civil ca fiind cea mai mare realizare a sa, afirmație confirmată de faptul că acesta este încă în vigoare în Franța și a fost preluat de majoritatea țărilor europene, precum și în mlte alte țări de tradiție juridică europeană:
| “                                                                                          | Adevărata mea glorie nu constă în faptul că am câștigat patruzeci de bătălii; Waterloo va șterge amintirea atâtor biruințe, ceea ce va trăi veșnic este Codul meu civil. | ” |
| — Napoleon către Charles Tristan de Montholon în timpul exilului de pe insula Sfânta Elena | |   |

## Introducerea în Tările Române
În 1859, Moldova și Țara Românească au ales ca domn pe Alexandru Ioan Cuza, unificând cele două țări în „ Principatele Unite ale Moldovei și Țării Românești ” iar noul domnitor a inițiat o serie de reforme sociale, economice și legislative în principat. Prin reforma legislativa au fost elaborate și promulgate Legea Contabilității, Legea Consiliilor Județene, Legea instrucțiunii publice, Codul Penal, Codul Civil, precum și crearea Consiliului de Stat.
Fiind cele mai strâns legate de realitatea economică, normele dreptului civil aveau o importanță aparte în epoca Unirii, când se dezvoltau relațiile de producție capitaliste. Normele de drept civil existente la acea epocă erau în multe privințe depășite sub aspectul conținutului, iar sub aspectul formei (sistematizării) erau dispersate, lipsite de unitate. În scopul depășirii acestor neajunsuri, pentru crearea unui drept civil modern în conținut și formă, Alexandru Ioan Cuza a cerut Comisiei Centrale de la Focșani să treacă la alcătuirea unui nou cod. 
Acesta a fost adoptat în anul 1864 și a intrat în vigoare la 1 decembrie 1865. De inspirație franceză, codul civil român nu a fost o copie a acestuia fiind prelucrat și adaptat realităților românești.
Codul prevede că proprietatea poate fi transmisă prin acte juridice încheiate între persoanele în viață și prin acte mortis causa (pentru cauză de moarte). Ca atare, proprietatea se transmite și pe cale succesorală, sub cele două forme ale sale: ab intestat și testamentară. Codul reglementa amănunțit deschiderea succesiunii, categoriile de succesori, ordinea și cota în care aceștia dobândesc bunurile defunctului, opțiunea succesorală și lichidarea succesiunii.
Testamentul pe baza căruia se deferă moștenirea testamentară, este de mai multe feluri: olograf, autentic și mistic. Testamentul olograf este scris, semnat și datat de către testator. Testamentul autentic este semnat de către testator și transmis judecătorului care îl citește în ședință publică și, prin aceasta, îi conferă autenticitate. Testamentul mistic sau secret este semnat de testator și prezentat strâns și pecetluit judecătorului care nu ia cunoștință de conținutul său, ci numai întocmește un proces verbal pe baza declarației testatorului, din care rezultă că actul care i s-a prezentat este testamentul acelei persoane.
Codul mai cuprinde o serie de dispoziții cu privire, la acceptarea sau repudierea moștenirii, precum și la obligația moștenitorului de a plăti datoriile succesorale.  
Până la unificarea legislativă, în Țara Românească era aplicabil  Legiuirea Caradja  (1818) iar în Moldova, Codul Calimah (1817). Noul Cod Civil avea să fie un instrument important de unificare a principatelor. 

## Prevederi
Codul Civil român avea 1914 articole, împărțite în trei cărți, astfel: 
- (I) Despre persoane (abrogat in 1954, după adoptarea Codului Familiei),
- (II) Despre bunuri și osebitele modificări ale proprietății și
- (III) Despre diferitele moduri în care se dobândește proprietatea.

### Patrimoniul
Codul lui Cuza nu avea o definiție exactă a patrimoniului. Cu toate acestea, conținea mai multe articole în care erau precizate concepte asemănătoare cu cel de patrimoniu. 
Articolul 781 preciza cum creditorii unei persoane decedate puteau cere separația patrimoniului defunctului de acela al eredului, cu scopul de a nu se produce reunirea dintre patrimoniul lăsat de acesta moștenitorilor.